# Městské muzeum Karla Točíka v Turzovce
Městské muzeum Karla Točíka v Turzovce je věnováno Karolovi Točíkovi, který byl nejen turzovským farářem a děkanem, ale též regionálním historikem. V Turzovce působil v letech 1917 – 1959.

## Vznik
Iniciátory a podporovateli myšlenky městského muzea byly občanská sdružení Spolek přátel Turzovky a Terra Kisucensis. Postupně byly podniknuty kroky, aby se zřízení městského muzea uskutečnilo v roce 2014, při V. světovém dni Turzovčanů a jejich potomků. Tento termín se nepodařilo dodržet zejména pro absenci vhodných prostor. Během procesu vzniku muzea byli místní občané a obyvatelé blízkého okolí vyzýváni k darování předmětů kulturní a historické hodnoty, které by tvořily příští sbírkový fond muzea. Společné úsilí města a občanských sdružení se podařilo završit v letech 2015 - 2016. V roce 2015 bylo městským zastupitelstvem zřízeno městské muzeum a schválen jeho statut s účinností od 1. října 2015. Fungování muzea začalo od 1. května 2016. Muzeum je pojmenované po bývalém turzovském faráři a děkanovi Karolovi Točíkovi (*1890, Ústí nad Oravou – †1960, Žilina), který se během svého života velmi intenzivně zabýval dějinami Turzovky a horních Kysuc, napsal několik historických prací, které byly připraveny do tisku, ale z důvodu změny politických poměrů v roce 1948 se jich už vydat nepodařilo.

## Otevření muzea
Slavnostní otevření muzea, první instituce tohoto typu v Turzovce, bylo 12. srpna 2016. Výstavní debut pod názvem Dědictví otců (Dedičstvo otcov) přilákal množství návštěvníků. První expozice byla složena z výběru exponátů, které muzeu darovali místní instituce ale i občané Turzovky a blízkých obcí. K příležitosti otevření muzea vydala Slovenská pošta příležitostní poštovní razítko (číslo emise PPP 41/16) s názvem: Otvorenie a prvá výstava múzea „Dedičstvo otcov“. Výjimečným exponátem muzea je originál zvonu, který nechal pro nejstarší dřevěný kostel v Turzovce (dnes již zaniklý) ulít právě její zakladatel Juraj Turzo v roce 1614. Zvon je nejstarším a zároveň nejcennějším exponátem a jeho stylizovaná podoba se objevila i v logu muzea.

### První výstava Dědictví otců
První výstava nebyla svým zaměřením monotematická, průřezově prezentovala různé předměty související s dějinami bývalé velké Turzovky (do roku 1954 byly její součástí i další dnes už samostatné obce: Dlhá nad Kysucou, Korňa a Klokočov). Začátku expozice dominovaly obrazy a podobizny zakladatele Turzovky Juraja Turzu, faksimile zakládacího privilegia Turzovky z roku 1602, ukázky starých tisků, obecních písemností a trojrozměrné předměty každodenní potřeby místního obyvatelstva. Kromě novověkých předmětů byly vystaveny také archeologické nálezy z oblasti Turzovky.

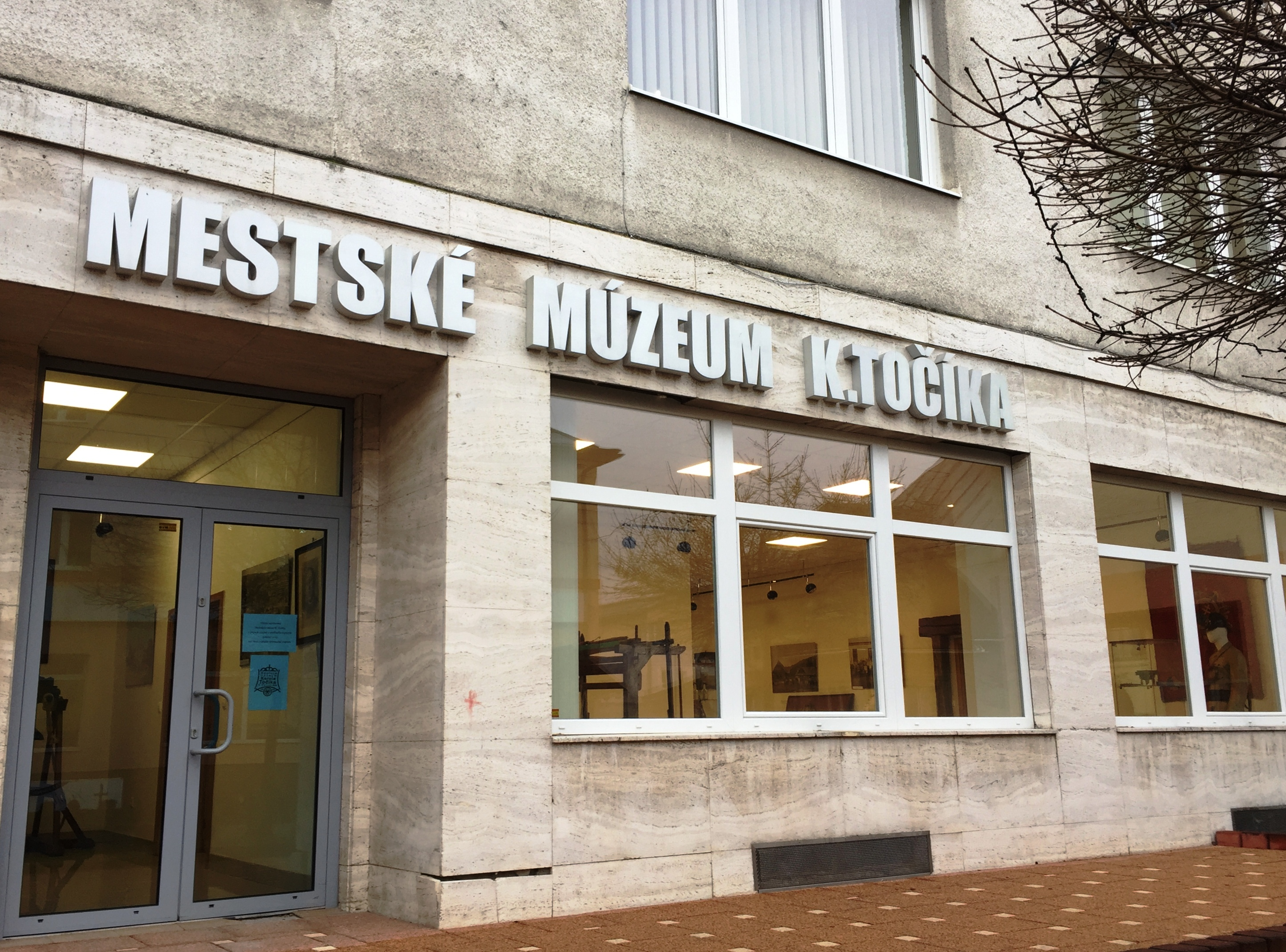
Budova muzea v centru Turzovky